# 遇见你真好
遇见你真好（英語：Nice To Meet You）是一部2018年中国大陆青春校园喜剧电影，由首映时代、欢喜传媒、华谊兄弟、和禾和文化传媒等出品，顾长卫执导，白客、蓝盈莹、张海宇、周楚濋、曹骏、王玉雯、李晨晖、蒋易主演，范明、蒋雯丽特别出演。2017年5月22日于广州紫荆中学开机，2017年10月13日杀青，于2018年3月29日中国上映。

## 剧情简介
当遇见爱情的时候才会发现，它就像万有引力，苹果总归会落地。在被称为“高四”的紫荆复读学校是一所爱情集中营，梦想成为作家的张文生和珊妮在互损中萌生情愫，好友陈奇误认为文生横刀夺爱，与“坏学生”青龙在小酒馆相遇并商议各自的复仇计划。不料陈奇带去的巨型烟花被青龙向酒馆发泄中引发火灾，带出人命。于是，这所学校里的一个又一个神秘搞笑的爱情故事浮出水面，一群热血而欢乐的男女演绎了另类的青春和爱情……

## 主要演员
| 演员   | 角色     | 介绍 |
| 白客   | 张文生   | 一个视陀思妥耶夫斯基为偶像的木讷男孩，他的理想是考上中文系，成为小说家，却在复读的道路上遇见了最意想不到的女孩和爱情。“飞火流星”的那个夜晚，文生的表达障碍和青春期里独有的“失控”，也让这段爱情有了更特别的意义。 |
| 蓝盈莹 | 陈珊妮   | 一个梦想乘坐X飞行器的开朗女孩，她的理想是随意去往任何一个地方、时间和空间。热衷于整蛊文生，欣赏文生写小说的才华，却最终因此伤害了自己，而成为了彼此青春里难以解释的遗憾。                                        |
| 张海宇 | 谢伦     | 一个胸无大志热爱贫嘴的体育生，“飞火流星”的那个夜晚，他被从天而降的小刀扎中了脚，却也因此阴差阳错救了美术生周小弥，自此，谢伦逐渐有了责任感和担当，即便误会和伤痛难以抹平，但命运般神奇的斑马却让他们再次邂逅。   |
| 周楚濋 | 周小弥   | |
| 曹骏   | 阿虎     | 一个小时候被闪电劈过却大难不死的人，坚信自己身怀闪电。阿虎心仪校花凌彩彩，他可以为了她在深夜的凌晨奔跑，对她的好不计付出和回报。然而，却正是因为这样的感情，引来了一场斗殴，也直接导致了那一夜的“飞火流星”。     |
| 王玉雯 | 凌彩彩   | 紫荆中学校花，绝对女神级的存在，生活在种种流言蜚语里却毫不在意。 |
| 蒋易   | 青龙     | 紫荆中学“一哥”，俗称扛把子，每每出现，身后必有六小龙成员，心仪凌彩彩，看不惯阿虎的种种行径，为了凌彩彩约架十人，却被阿虎干翻，心怀报复冲到阿虎家的甜品店，是“飞火流星”那一夜的始作俑者。                         |
| 李晨晖 | 陈奇     | 蠢萌的二货，张文生的好朋友，二人几乎是形影不离的存在，也喜欢珊妮。这个看似平凡的呆瓜，却是“飞火流星”那夜的“源头”。                                                                                               |
| 范明   | 教导主任 | 一个永远打着鸡血极度亢奋的教育工作者。虽然对待学生，爱把“鳖孙、鳖孙女”挂在嘴边，却是发自内心的希望同学们能好，他希望学生们不放过任何一个可以考上好大学的机会。退休在即的他，也遇到了独属自己的青春。             |
| 蒋雯丽 | 宿管王姨 | “生前不必久睡，死后自会长眠”是宿管王姨的名言，她外表看似粗犷不修边幅，却事无巨细的管理着学生，热爱歌剧、热爱艺术和远方才是最真实的她。                                                                           |

## 票房
上映首日票房破千万，上座率为同期新片第一。

## 电影歌曲
| 曲序 | 曲目                   |        | 作曲   | 演唱                                                                   |
| ---- | ---------------------- | ------ | ------ | ---------------------------------------------------------------------- |
| 1.   | 因为遇见你（片尾曲）   | 王源   | 王源   | 王源                                                                   |
| 2.   | 遇见你（插曲）         | 施鸽   | 远藤实 | 常石磊                                                                 |
| 3.   | 一起唱最美的歌（插曲） | 施鸽   | 熊键   | 白客、蓝盈莹、张海宇、周楚濋、曹骏、王玉雯、蒋易、李晨晖、范明、蒋雯丽 |
| 4.   | 斑马，斑马（插曲）     | 宋冬野 | 宋冬野 | 宋冬野                                                                 |